# Ньюпорт (Нью-Гемпшир)
Ньюпорт (англ. Newport) — місто (англ. town) в США, в окрузі Салліван штату Нью-Гемпшир. Населення — 6299 осіб (2020).

## Демографія
Згідно з переписом 2010 року, у місті мешкало 6507 осіб у 2629 домогосподарствах у складі 1706 родин. Було 2938 помешкань
Расовий склад населення:
| - 97,2 % — білих - 0,4 % — азіатів - 0,3 % — чорних або афроамериканців - 0,2 % — корінних американців |

До двох чи більше рас належало 1,6 %. Частка іспаномовних становила 1,1 % від усіх жителів.
За віковим діапазоном населення розподілялося таким чином: 22,8 % — особи молодші 18 років, 61,2 % — особи у віці 18—64 років, 16,0 % — особи у віці 65 років та старші. Медіана віку мешканця становила 41,7 року. На 100 осіб жіночої статі у місті припадало 94,2 чоловіків;  на 100 жінок у віці від 18 років та старших — 88,9 чоловіків також старших 18 років.
Середній дохід на одне домашнє господарство  становив 70 701 долар США (медіана — 58 193), а середній дохід на одну сім'ю — 77 737 доларів (медіана — 59 715). Медіана доходів становила 48 731 долар для чоловіків та 48 464 долари для жінок. За межею бідності перебувало 11,5 % осіб, у тому числі 14,3 % дітей у віці до 18 років та 3,4 % осіб у віці 65 років та старших.
Цивільне працевлаштоване населення становило 3170 осіб. Основні галузі зайнятості: освіта, охорона здоров'я та соціальна допомога — 23,2 %, виробництво — 20,3 %, мистецтво, розваги та відпочинок — 11,9 %, роздрібна торгівля — 9,2 %.